# Meniscusmuggen
De meniscusmuggen  of schijfmuggen (Dixidae) zijn een familie uit de orde van de tweevleugeligen (Diptera), onderorde muggen (Nematocera). Wereldwijd omvat deze familie zo'n 9 genera en 197 soorten.

## In Nederland waargenomen soorten
- Genus: Dixa
  - Dixa dilatata
  - Dixa nebulosa
  - Dixa nubilipennis
  - Dixa puberula
  - Dixa submaculata
- Genus: Dixella
  - Dixella aestivalis
  - Dixella amphibia
  - Dixella aprilina
  - Dixella attica
  - Dixella autumnalis
  - Dixella filicornis
  - Dixella martinii
  - Dixella nigra
  - Dixella obscura
  - Dixella serotina